# Minicia marginella
Minicia marginella là một loài nhện trong họ Linyphiidae. Chúng được Wider miêu tả năm 1834.